# Gomila, Slovenske gorice
Gomila je 352 metrov visok razgledni hrib v Slovenskih goricah. Je hkrati tudi najvišji vrh vzhodnih Slovenskih goric, zato na njem stoji 18 m visok kovinski razgledni stolp. Sprva je bil lesen, leta 1991 pa so postavili zdajšnjega, ki je služil kot opazovalni stolp JLA.
Z njega je ob jasnem vremenu lep razgled na vse strani neba. Mimo vodijo številne označene pohodniške in kolesarske poti, zato je tam tudi kontrolna točka (KT-7).
Okoliške stanovanjske hiše spadajo pod naselje Senčak. 
Na Gomili je stičišče štirih občin, in sicer: 
- Juršinci,
- Sveti Tomaž,
- Ljutomer in
- Sveti Jurij ob Ščavnici.